# 世界史発掘!時空タイムス編集部
『世界史発掘!時空タイムス編集部』（せかいしはっくつ じくうタイムスへんしゅうぶ）は、2009年・2010年にNHKの「プレミアム8」枠で放送された歴史番組である。

## 内容
平泉成が歴史専門誌「時空タイムス」の編集長として、ゲストとともに世界史の謎を明らかにしていく番組。毎回、番組最後には編集長による「編集後記」で締め括る。

## 出演者
- 平泉成（編集長）
- 小郷知子（編集員）

## 各回リスト

### 2009年
- 06月02日 アラビアのロレンス 〜英雄かスパイか〜
- 06月09日 新証言・伝説のタイトルマッチ 〜1975アリvsフレイジャー〜
- 06月12日 知られざる奇跡の行進 〜ベルリンの壁はこうして崩壊した〜
- 06月23日 リンカーン暗殺の真実
- 09月01日 華麗なる戴冠式 エリザベス女王の苦悩
- 09月08日 新証言・ヒトラー暗殺計画
- 09月15日 スパイ衛星を撃破せよ 〜米ソ乗組員たちの証言〜
- 09月22日 真犯人は誰か 〜ケネディ大統領暗殺事件〜

### 2010年
- 03月30日 新証言・タイタニック号沈没の真実
- 04月20日 映画“大脱走”の真相 〜明らかになる謎のスパイ組織〜
- 04月27日 華麗なるスパイ007は実在した!
- 11月02日 映画「アルカトラズからの脱出」の真実
- 11月09日 古代マヤ文明 天才少年が解き明かした謎の文字
- 11月16日 北極点を目指せ!世紀の大冒険に秘められたミステリー
- 11月23日 キング牧師暗殺の謎に迫る

## スタッフ
- 制作 NHKエンタープライズ
- 制作協力 テレコムスタッフ
- 製作著作 NHK